# Kamow Ka-27
Die Kamow Ka-27 (russisch Камов Ка-27, NATO-Codename „Helix“) ist ein Militärhubschrauber des russischen Herstellers Kamow.

## Geschichte
Der Hubschrauber wurde 1968 als direkter Nachfolger der Ka-25 konzipiert und hat bei gleicher Größe annähernd doppelte Startmasse. Der Prototyp wurde im Sommer 1973 vollendet und am 8. August von Testpilot Jewgeni Larjuschin ein erster kurzer Schwebeflug ausgeführt. Die eigentliche Erprobung begann am 24. Dezember des Jahres.
Bei der sowjetischen Marine dient die allwettertaugliche Helix-A seit 1981 primär zur bordgestützten U-Boot-Bekämpfung. Daneben erfüllt sie auch Transportaufgaben und dient zur Übermittlung von Zieldaten beispielsweise an Kreuzer des Projekts 1144. Ab 2004 wurde ein Modernisierungsprogramm durchgeführt. Die Allwetter-Such-und-Rettungsausführung wird als Helix-D bezeichnet. Aus der Ka-27 wurden der Frühwarn-Hubschrauber Ka-31 und die primär für zivile Einsätze genutzte Ka-32 abgeleitet.

## Beschreibung
Die Konstruktion in konventioneller Metall-Halbschalenbauweise ist in drei Hauptbaugruppen aufgeteilt – Kabine, Heck und Turbinenaufsatz. Als U-Boot-Jagdhubschrauber ist die Ka-27 in der Lage, bei einer Fluggeschwindigkeit von bis zu 75 km/h getauchte U-Boote bis in eine Tiefe von 500 m zu erfassen und zu bekämpfen. Dank des stabilen Autopiloten und des INS kann der Pilot den Hubschrauber über einem Objekt bei jedem Wetter (bis Windstärke 5) stabil schweben lassen. Von der Ausrüstung her ist die Ka-27 sowohl in tropischen wie auch arktischen Gegenden zu jeder Tages- und Nachtzeit autonom einsetzbar. Die Erfassung von U-Booten oder Überwasserfahrzeugen kann mit Seeradar, Osminog-MAD, einem WGS-3-Tauchsonargerät, dem APM-73V-MAD und abwerfbaren Sonarbojen erfolgen. Die MAD-Boje ist unter dem Heck angebracht und wird beim Sucheinsatz an einem 85 m langen Kabel durch das Wasser gezogen. Ein IFF (Freund-Feind-Erkennungssystem) besitzt ausschließlich die Exportvariante Ka-28. Die erste Stationierung fand auf den Raketenzerstörern der Udaloj-Klasse statt. Der Hubschrauber verfügt wie sein Vorgänger über zwei koaxiale Rotoren mit faltbaren Rotorblättern, womit auf einen Heckrotor verzichtet werden kann. Um Einsätze in der Arktis und auf rauer See zu ermöglichen, sind die Rotorblätter beheizbar und die Struktur des Hubschraubers aus korrosionsbeständigen Werkstoffen hergestellt. Die Besatzung ist für den Notfall mit S-4B-Fallschirmen und NAZ-7M-Überlebensausrüstung unter den Sitzen ausgestattet. Die Bewaffnung ist wie im Vorgänger Ka-25 in einem mit Klappen verschlossenen Waffenschacht unter der Kabine untergebracht, da die geplante Verwendung von nuklearen Wasserbomben einen mit Triebwerkszapfluft beheizbaren Schacht erforderte. Dahinter befinden sich zwei Klappen für das Tauchsonargerät WGS-3. Das vierrädrige Fahrwerk wurde für den Einsatz auf rollenden Schiffen ausgelegt. In seitlichen Behältern sind zwei Luftkissen für Notwasserlandungen untergebracht. Damit kann die Besatzung den Hubschrauber noch über der Wasserlinie verlassen und zum Notfall-Schlauchboot schwimmen. Zusätzlich zu den beiden Hauptturbinen ist ein Iwschenko-AI-9W-Notfallaggregat (APU) eingebaut. Die mitgeführten 3270 Liter Kerosin sind auf zehn Gummitanks unter und in der Kabine verteilt.

## Varianten
- Ka-27E

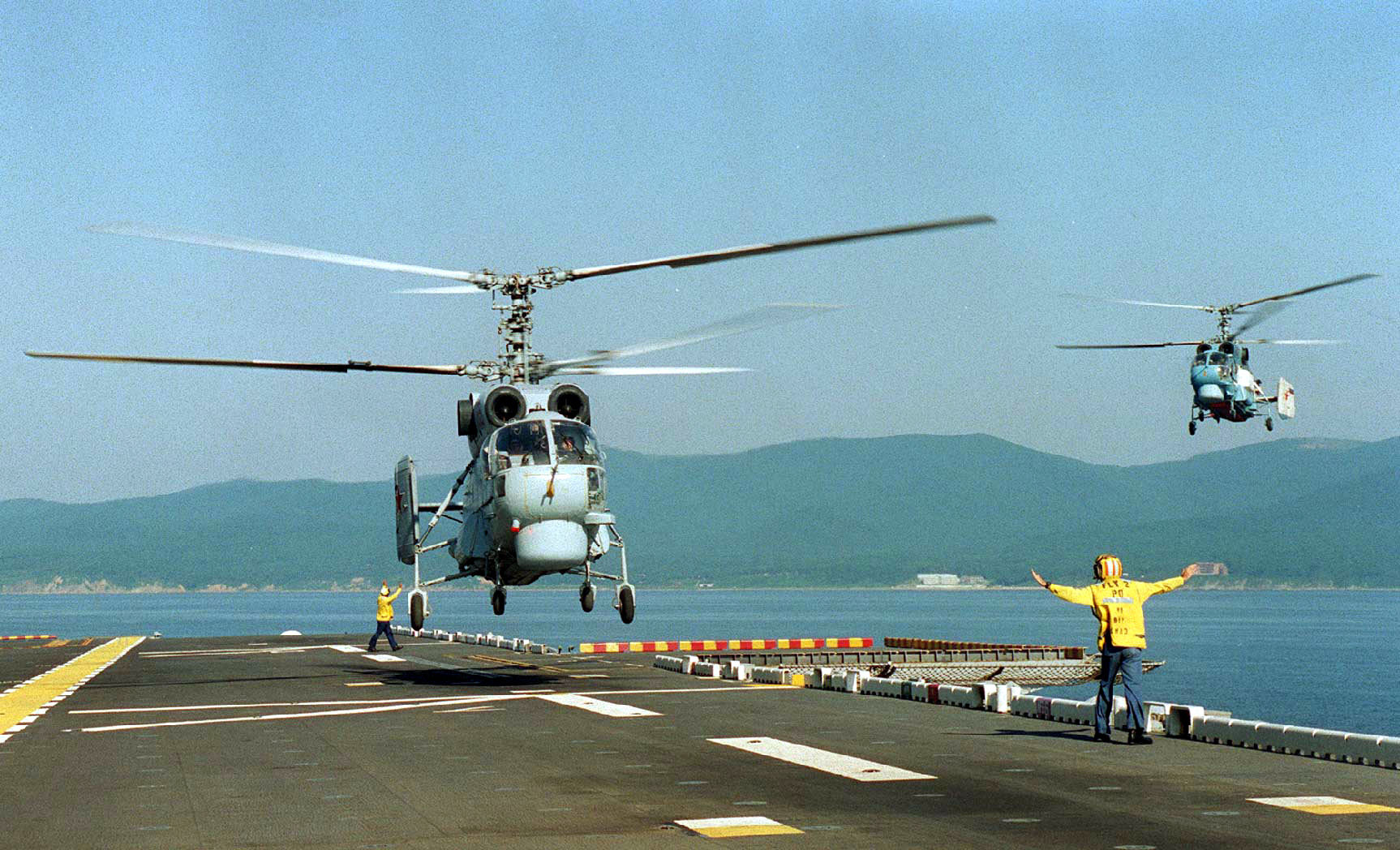
Zwei Ka-27 bei der Landung auf der USS Belleau Wood (LHA 3)

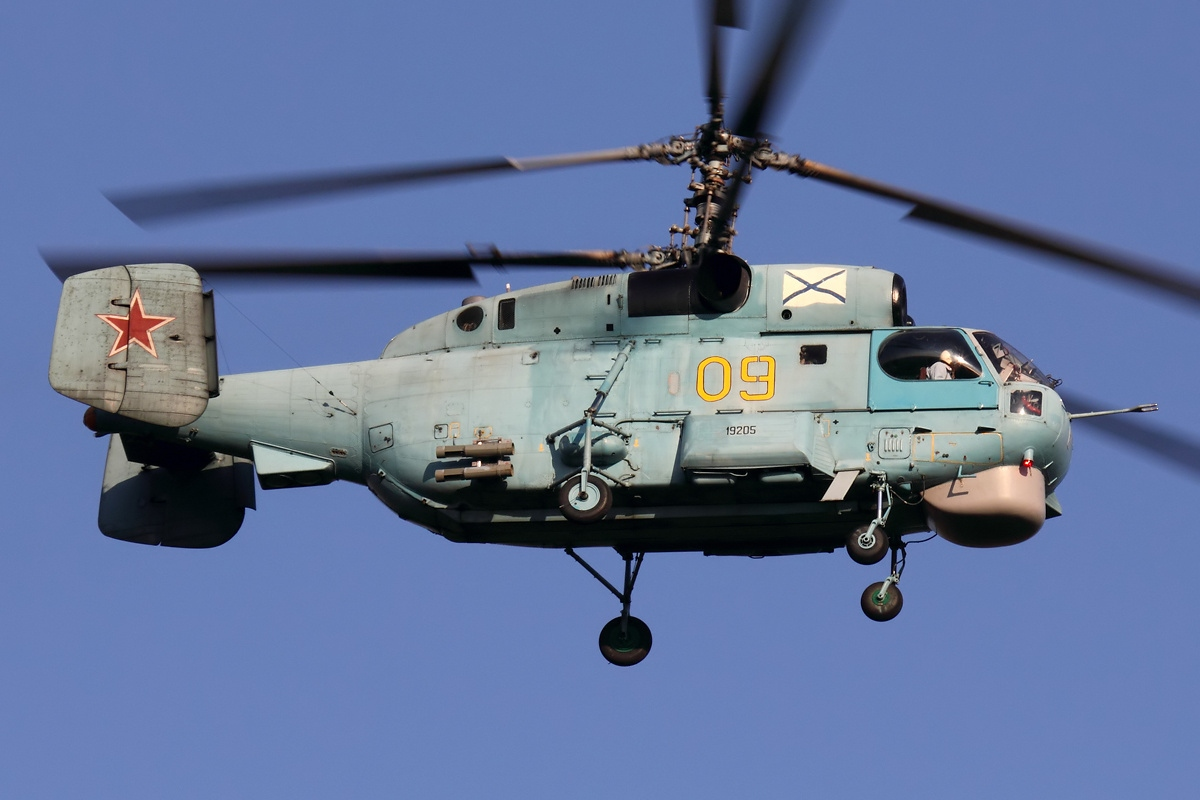
Ka-27PL, 2011

Nach der Nuklearkatastrophe von Tschernobyl wurden einige Helix-A zur Messung von Radioaktivität umgerüstet.
- Ka-27PK

Der Prototyp einer ASuW-Variante (Schiffsbekämpfung) war mit einem Ch-35-Lenkflugkörper als Bewaffnung im Waffenschacht versehen.
- Ka-27PL („Helix-A“)

Die zuerst als Ka-252PL benannte Variante wird eigentlich als Ka-27 bezeichnet. Die Serienvariante dient als bordgestützter U-Boot-Jagdhubschrauber. Hierzu ist er mit Suchradar unter der Nase, ausfahrbarem Tauchsonar im Heck, Schlepp-MAD unter dem Heckausleger und Waffen im Bombenschacht ausgestattet.
- Ka-27PLM

Verbesserte Variante mit neueren Sensoren und stärkeren Turbinen.
- Ka-27PS („Helix-C“)

Die zuerst als Ka-252PS bezeichnete Such- und Rettungsvariante ist für den Einsatz ab Schiffen abgeändert worden. Die unbewaffnete Variante ist mit externer LPG-300 300-kg-Seilwinde sowie Zusatztanks im Bombenschacht ausgestattet. Da die Kabine im Vergleich zur PL-Variante frei von Sensorik in der Kabine ist, konnten 12 Klappsitze installiert werden. Die Fenster im Heck sind für eine bessere Ausleuchtung versetzt und eine Notausstiegstür im Heck zugefügt worden.
- Ka-27PSD („Helix-D“)

Erprobungsmaschine eines Langstrecken-Rettungshubschraubers auf Basis der Ka-27PS.
- Ka-27PW

CSAR-Variante mit leichter Bewaffnung.
- Ka-28 („Helix-A“)

Vereinfachte Exportvariante der Ka-27PL. Zusätzlich sind ein ESM-System, ein IFF (Freund-Feind-Erkennungssystem) und seitliche Zusatztanks wie in der Ka-27PS installiert.
- Ka-252

Prototypen der Ka-27-Familie. Darunter die Ka-252PL für die Ka-27 mit fehlendem Radom, die Ka-252PS für die Ka-27PS und die Ka-252RLD für die Ka-31.

## Militärische Nutzer
Marine der Volksrepublik China
- 12 × Ka-28

 Indische Marine
- 17 × Ka-28

 Jugoslawische Marine
- 2 × Ka-28 (außer Dienst, befinden sich im Luftfahrtmuseum Belgrad)

 Russische Marine
- 85 × Ka-27PL/PS

 Syrische Marine
- 2 × Ka-28 (von 5 erworbenen)

 Ukrainische Marine
- 16 × Ka-27PL/PS

 Vietnamesische Marine
- 7 × Ka-28

## Technische Daten
| Kenngröße             | Daten                         |
| --------------------- | ----------------------------- |
| Besatzung             | 3                             |
| Passagiere            | 16                            |
| Rotordurchmesser      | jeweils 15,90 m               |
| Länge                 | 11,30 m                       |
| Höhe                  | 5,40 m                        |
| Leermasse             | 7500 kg                       |
| max. Startmasse       | 12.600 kg                     |
| Nutzlast              | innen 4000 kg / außen 5000 kg |
| Höchstgeschwindigkeit | 250 km/h                      |
| Reisegeschwindigkeit  | 220 km/h                      |
| Dienstgipfelhöhe      | 5000 m                        |
| Reichweite            | 800 km                        |
| Triebwerke            | zwei Klimow/Isotow TW3-117W   |
| Leistung              | je 1.660 kW (ca. 2.260 PS)    |

## Bewaffnung

### Interner Waffenschacht

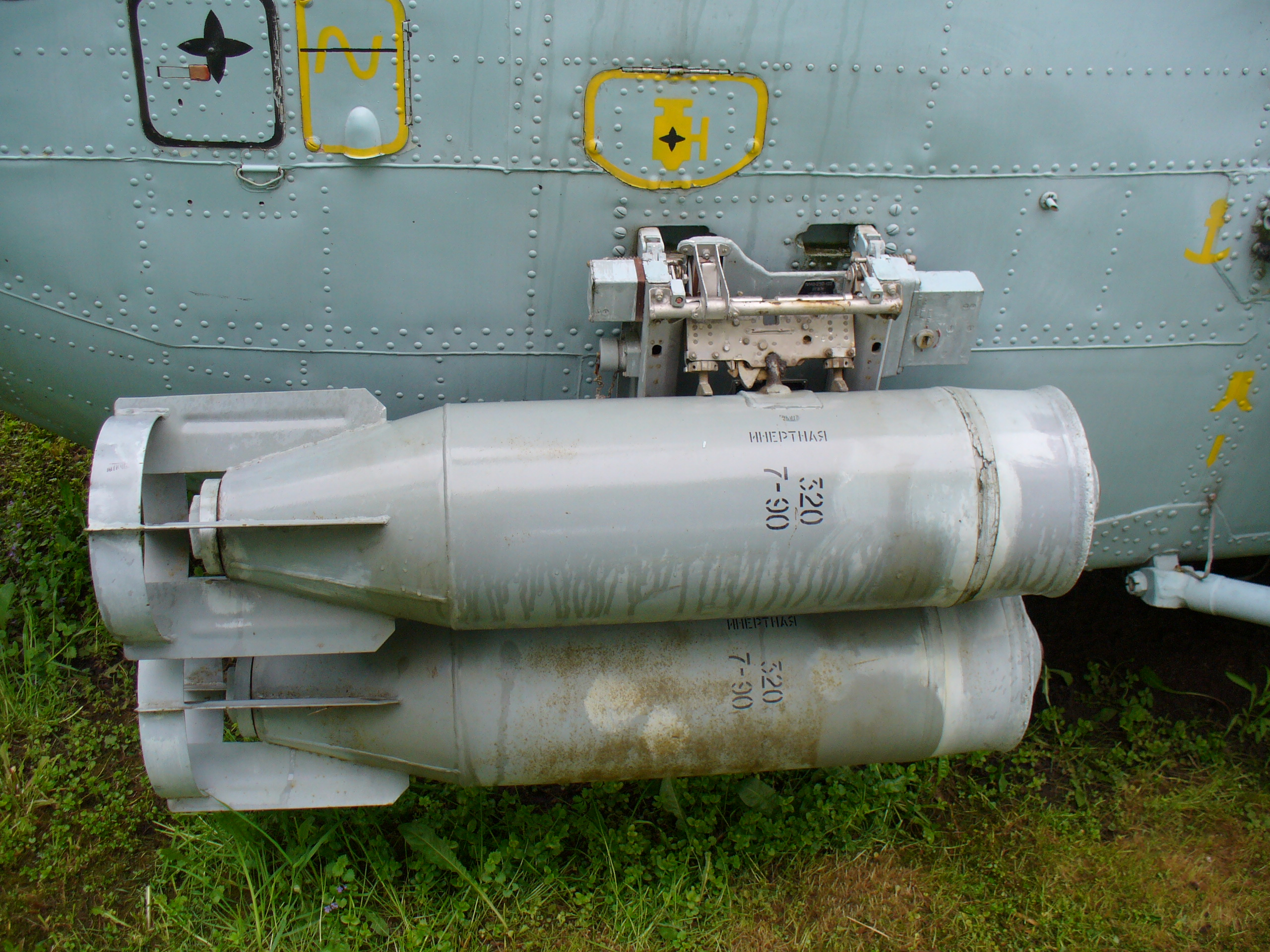
Wasserbomben „PLAB“ an einer Ka-27

Waffenzuladung bis zu 4000 kg Waffen im internen Waffenschacht im Rumpfboden
Torpedos
- 4 × APR-2E „Jastreb-M“-Torpedo (350 mm)
- 2 × APR-3EUD-Torpedo (350 mm)
- 2 × 2.000-kg-Torpedo (450 mm)
- 2 × WTT-1-„Strisch“-Torpedo (AT-1M, B-1 DC oder E45-75A, 560 kg, 450 mm)
- 1 × E45-7A-Torpedo (533 mm)
- 1 × DB4-Torpedo mit Nukleargefechtskopf
- 1 × TT-4-Torpedo
- 1 × UMGT-1-„Orlan“-Torpedo

Wasserbomben
- 4 × S3W-aktiv zielsuchende Wasserbomben
- 12 × PLAB-250-120-Wasserbomben
- 12 × PLAB-10K-Wasserbomben
- 2 × B-1-Wasserbombe

Zusatzbehälter
- 2 × Zusatztank mit 500 Liter (110 Gallonen) Kerosin
- 36 × RGB-NM-1-Sonarbojen

### An Außenlaststationen
Waffenzuladung bis zu 200 kg Waffen an einem KD2-323-Doppelrack an der linken Heckseite
Ungelenkte Bomben
- 2 × OMAB 25-12D-Markierbomben
- 2 × OMAB 500-Markierbomben

## Selbstverteidigungssysteme
Aktive Maßnahmen
- 4 × Täuschkörperwerfer APP-50 mit je 12 × 50-mm-Düppel-Patronen oder Hitzefackeln
- 2 × EKSP-39-Signalraketenwerfer für je vier verschiedenfarbene Signalraketen beidseitig zu Beginn des Heckauslegers

Passive Maßnahmen
- 2 × SRO-2M-„Chrom“-Radarwarnsensoren in den frühen Varianten
- 2 × SRO-21P-„Parol“-Radarwarnsensoren in den späteren Varianten

## Filmauftritt
Im Spielfilm Flucht aus Absolom wurde ein Ka-27 eingesetzt, um Häftlinge auf der Insel abzusetzen und um die Insel zu patrouillieren. Die Ka-27 sind fälschlicherweise mit Raketenwerfern für ungelenkte Raketen und einem Bug-MG bewaffnet.

## Vergleichbare Marinehubschrauber
- Agusta-Bell AB-212ASW (Bell UH-1N „Twin Huey“)
- Kaman SH-2F „Seasprite“
- Mil Mi-14PL (NATO-Codename „Haze-A“)
- Sikorsky SH-3D „Sea King“ (S-61)
- Sikorsky SH-60B „Seahawk“
- Westland „Lynx“ HAS Mk.3